# Grote Waal (Hoorn)
De Grote Waal is een woonwijk in de Nederlandse stad Hoorn.

## Geschiedenis
De wijk is genoemd naar de gelijknamige polder die het midden van de wijk vormt, en doorsneden wordt door de Middelweg. Deze Grote Waal is een wiel, ontstaan bij een dijkdoorbraak op 17 augustus 1514, en ingepolderd in 1627. Het gedeelte tussen de oude binnenstad en deze Grote Waal werd gevormd door de in 1558 ingepolderde Kleine Waal, met daarin de waterloop en het weggetje genaamd het Weeltje. Het meest westelijke deel van de huidige wijk Grote Waal (de vijfde fase) maakt geen deel uit van de beide Waalpolders, maar van het veenweidegebied tussen Berkhout en De Hulk. Oorspronkelijk liep de gemeentegrens van Berkhout langs de Middelweg; op 1 maart 1969 is het gebied tussen de Middelweg en de spoorlijn geruild tegen een strook grond in de Leekerlanden, die tot dan toe bij Hoorn hoorde.
De historische Alkmaardertrekvaart loopt aan de voet van de Westerdijk, maar deze trekvaart is tijdens de aanleg van de wijk versmald.
De oudste delen van de wijk stammen uit de jaren 30, toen enkele huizen gebouwd werden rondom het Pelmolenpad, de Westersingel en het Weeltje. Op de hoek Westersingel/Weeltje was het eeuwenoude Joodse kerkhof gelegen, welke ontruimd is om de toegang tot de wijk te verbreden.
De polder is opgehoogd door er zand uit het IJsselmeer in te spuiten, en dit ettelijke jaren te laten inklinken. Desondanks waren er grote verzakkingen in de eerste uitbouwfases.
Nieuw was dat hier geëxperimenteerd werd met wijkverwarming voor de laagbouw en de hoogbouw. Wegens te hoge kosten kreeg de laagbouw alsnog individuele verwarmingsketels.
De grote nieuwbouwgolf is ontstaan in de jaren 60 toen Hoorn groeikern werd. De wijk bestaat uit zowel hoogbouw als rijtjeshuizen. De hoogbouw stamt uit de jaren 60. Architectonisch en stedenbouwkundig zeer vooruitstrevend waren toen de zogeheten 'sterflats' aan de Astronautenweg. Deze sterflats zijn inmiddels op de (gemeentelijke)monumentenlijst geplaatst.
Tussen 1966 en 1984 werd er in diverse fases aan de wijk gebouwd. Deze fases kwamen min of meer overeen met de historische opbouw van de wijk.
Tegenwoordig telt de Grote Waal 8500 inwoners en staan er ongeveer 3500 huizen. Bovendien staan er in de wijk drie scholen, een buurtwinkelcentrum, een apotheek en een sportcomplex met onder andere voetbalvelden en handbalvelden (Zwaluwen '30) en een basketbalveld. Bovendien ligt de wijk direct achter de dijk van het Markermeer. Aan de Westerdijk staat de nieuwbouw van Schouwburg Het Park, een ontwerp van Alberts en Van Huet.
De Grote Waal staat in de omgeving bekend als multiculturele wijk.
Binnenstad · Grote Waal · Hoorn 80 · Hoorn-Noord · Kersenboogerd-Noord · Kersenboogerd-Zuid · Nieuwe Steen · Risdam-Noord · Risdam-Zuid · Bangert en Oosterpolder · Venenlaankwartier · Westerblokker · Zwaag